# Gary (rapper)
Kang Hee-gun (Hangul: 강희 건, nascido em 24 de fevereiro de 1978), mais conhecido por seu nome artístico Gary (em coreano:개리, muitas vezes grafado como Garie) é um rapper, letrista, compositor e produtor sul-coreano. Fundador da Leessang Company e membro da dupla de hip hop Leessang. Gary também era membro do elenco regular do programa de variedades Running Man, até 2016, quando em 25 de outubro de 2016, Gary anunciou sua saída do programa para focar em sua carreira musical.

## Discografia

### Álbuns
- Leessang Unplugged
- AsuRa BalBalTa
- HEXAGONAL
- Baekahjeolhyun (伯牙絶絃, 백아절현)
- Black Sun
- Library Of Soul
- Leessang Special
- Jae, Gyebal (재,계발)
- Leessang Of Honey Family

## Filmografia

### Programas de variedades
| Ano         | Título               | Função    | Rede | Notas                                              |
| ----------- | -------------------- | --------- | ---- | -------------------------------------------------- |
| 2010 - 2016 | Running Man          | Ele mesmo | SBS  | Episódio 1 - 324                                   |
| 2011        | Strong Heart         | Ele mesmo | SBS  | Episódios 98 e 99                                  |
| 2013        | Entertainment Weekly | Ele mesmo | KBS2 | Convidado com Kim Ye-rin                           |
| 2013        | Entertainment Weekly | Ele mesmo | KBS2 | Convidado com G-Dragon, Yeo Jingoo e Shin Seunghun |

## Prêmios e indicações
| Ano  | Prêmio                         | Categoria                                            | Trabalho Indicado | Resultado |
| ---- | ------------------------------ | ---------------------------------------------------- | ----------------- | --------- |
| 2002 | MNET Music Video Festival      | Artista de Hip-Hop do Ano                            | Leessang          | Venceu    |
| 2003 | MNET Music Video Festival      | Artista de Hip-Hop do Ano                            | Leessang          | Indicado  |
| 2005 | Korean Music Awards            | Artista de Hip-Hop do Ano                            | Leessang          | Indicado  |
| 2007 | MNET/KM Music Awards           | Artista de Hip-Hop do Ano                            | Leessang          | Indicado  |
| 2007 | MNET/KM Music Awards           | Videoclipe do Ano                                    | Leessang          | Indicado  |
| 2007 | MNET/KM Music Awards           | Música do Ano                                        | Leessang          | Indicado  |
| 2007 | Cyworld Digital Music Awards   | Música do Mês                                        | Leessang          | Venceu    |
| 2009 | Cyworld Digital Music Awards   | Melhor colaboração do Ano                            | Leessang          | Venceu    |
| 2009 | MIAK Golden Disc Awards        | Artista de Hip-Hop do Ano                            | Leessang          | Indicado  |
| 2009 | MIAK Golden Disc Awards        | Álbum do Ano                                         | Leessang          | Indicado  |
| 2009 | MNET Asian Music Awards        | Videoclipe do Ano                                    | Leessang          | Indicado  |
| 2009 | MNET Asian Music Awards        | Artista de Hip Hop do Ano                            | Leessang          | Venceu    |
| 2010 | 4th SBS Entertainment Award    | Melhor novato de variedades                          | Running Man       | Venceu    |
| 2010 | Cyworld Digital Music Awards   | Melhor Artista do Ano                                | Leessang          | Venceu    |
| 2010 | Cyworld Digital Music Awards   | Melhor Colaboração do Ano                            | Leessang          | Venceu    |
| 2011 | Melon Music Awards             | Top 10 Artistas                                      | Leessang          | Venceu    |
| 2011 | MNET Asian Music Awards        | Melhor performance de Rap                            | Leessang          | Venceu    |
| 2012 | 5th SBS Entertainment Award    | Melhor artista das variedades                        | Running Man       | Venceu    |
| 2013 | NATE Awards                    | Melhor Casal (com Song Ji-hyo)                       | Running Man       | Venceu    |
| 2013 | 7th SBS Entertainment Awards   | Prêmio de Popularidade (com membros Running Man)     | Running Man       | Venceu    |
| 2013 | 7th SBS Entertainment Awards   | Melhor Casal (com Song Ji-hyo)                       | Running Man       | Indicado  |
| 2014 | MNET Asian Music Awards        | Melhor Performance de Rap                            | "Shower Later"    | Indicado  |
| 2014 | MNET Asian Music Awards        | Melhor Colaboração (com Jung-in)                     | "Yours Scent"     | Indicado  |
| 2014 | Singapore Entertainment Awards | OMY Hot Star (com Song Ji-hyo)                       |                   | Indicado  |
| 2014 | 2nd Annual DramaFever Awards   | Melhor Beijo com (com Song Ji-hyo)                   | Running Man       | Venceu    |
| 2014 | 2nd Annual DramaFever Awards   | Melhor Casal que Não Pretende Ser (com Song Ji-hyo)  | Running Man       | Indicado  |
| 2015 | 2014 Youku Night Awards        | Prêmio Espírito do Entretenimento                    | Running Man       | Venceu    |
| 2015 | MNET Asian Music Awards        | Melhor Performance de Rap                            | "Get Some Air"    | Indicado  |
| 2015 | MNET Asian Music Awards        | UnionPay Canção do Ano                               | "Get Some Air"    | Indicado  |
| 2015 | 9th SBS Entertainment Awards   | Prêmio Top Excelência em Variedade (com Song Ji-hyo) | Running Man       | Venceu    |

### Vitórias em programas de música

#### Show! Music Core
| Ano  | Data       | Canção                    |
| ---- | ---------- | ------------------------- |
| 2014 | 7 de Junho | "Your Scent (com Jung-in) |

##### Inkigayo
| Ano  | Data          | Canção         |
| ---- | ------------- | -------------- |
| 2016 | 10 de Janeiro | "Lonely Night" |